# Leitmeritzer Kreis

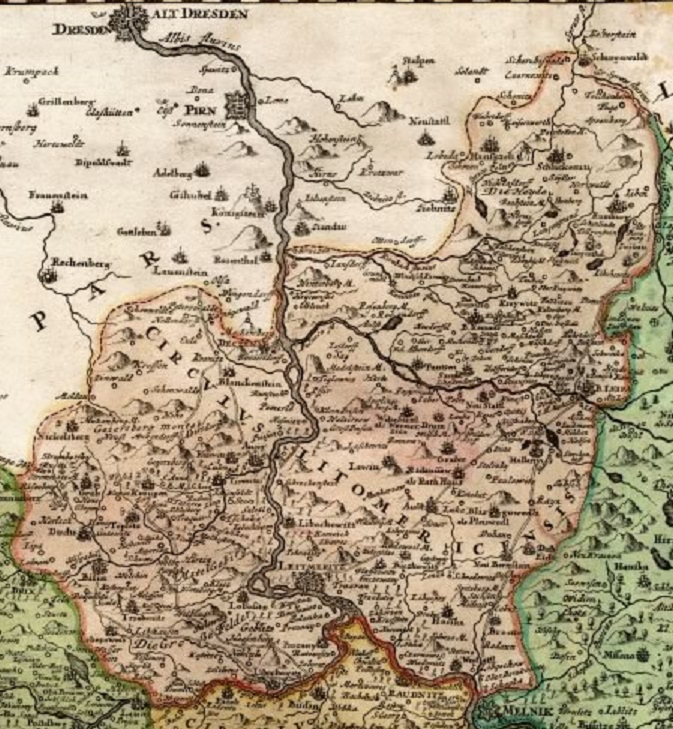
Der Leitmeritzer Kreis auf der Karte von Vogt 1712

Der Leitmeritzer Kreis (Litoměřický kraj) war ein Verwaltungsbezirk im nördlichen Teil des Königreichs Böhmen, benannt nach der Stadt Leitmeritz (tschechisch Litoměřice), dessen Kreishauptmann seinen Sitz in dieser Stadt hatte.
Er gehörte zu den alten böhmischen Kreisen und wurde 1748 gemäß den damaligen Verwaltungsreformen umorganisiert. Mit den Verwaltungsreformen nach 1848 fungierten die Kreise nur mehr als Aufsichtsbehörde und wurden 1867 durch das feingliedrigere System der Politischen Bezirke ersetzt (siehe Liste der Bezirke in Böhmen).

## Demographie
Zum Kreis gehörten 56 Dominien und 121 städtische Verwaltungsbezirke. Darunter zählten 31 Städte, 12 Marktflecken und 955 Dörfer sowie 1403 Einschichten.
Die Einwohnerzahl des Kreises wurde auf der Grundlage der Zählung von 1843 mit 383.506 Personen angegeben. Darunter befanden sich 9.846 Bauern und weitere 49.230 in der Agrarwirtschaft tätige Personen.

## Geographische Beschreibung
Um 1845 betrug die Fläche des Leitmeritzer Kreises 59,2 Quadratmeilen bzw. 3407 km².
Zu den größeren Ortschaften im Kreis zählten Auscha, Aussig, Bilin, Böhmisch Leipa, Dux, Kamnitz, Leitmeritz, Liebshausen, Rumburk, Schluckenau, Schönlinde, Teplitz und Tetschen.
Die Landschaft im Kreis ist überwiegend gebirgig und deshalb sehr abwechslungsreich gegliedert. Dazu gehören das Böhmische Mittelgebirge, das damals so benannte Elbegebirge sowie das Erzgebirge und das nördliche Granitgebirge.
Zu den größeren Wasserläufen im ehemaligen Kreisgebiet zählen die Bilina, Eger, Elbe und Pulsnitz (Polzen), sowie der Kamnitz-, Lischken- und der Eulabach.

## Land- und Forstwirtschaft
Man bezeichnete den Leitmeritzer Kreis als das Kernstück des böhmischen Elbelandes. Das sich durch den Kreis in west-östlicher Richtung durchziehende Kegel- oder Mittelgebirge (Böhmisches Mittelgebirge) besaß nach zeitgenössischen Auffassungen an seinen südlichen Abhängen die mildesten und fruchtbarsten Gegenden der Region.
Für die Feldwirtschaft waren die nutzbaren, besonders im Süden des Kreises liegenden Areale von großer Bedeutung. Der Anbau von Nutzpflanzen ist in den flachen Gebieten seit langer Zeit verbreitet. Um 1845 waren Weizen, Roggen, Gerste, Hafer sowie Kartoffeln, Rüben zur Zuckerfabrikation und Kraut typische landwirtschaftliche Produkte. Ferner baute man Hülsenfrüchte, Flachs, Hanf und Mohn, Raps sowie Färberwaid an. Bei Auscha gab es Hopfenanbau.
Der Gartenbau hat hier großen Anteil und ist an den unteren Südhängen des Erzgebirges und Böhmischen Mittelgebirges stark vertreten. Neben Obst- und Gemüsebau wurde Hopfenanbau und Ziergärtnerei betrieben. Für Böhmen bedeutsam war der Weinbau in den Dominien Lobositz, Cernosek, Leitmeritz mit Keblitz, nördlich von Raudnitz, Tschochau, Türmitz und Enzowan.
In Zinnwald, Kamnitz und Schönlinde waren die wichtigsten Strohverarbeiter ansässig, vorrangig Flechtereien, die zusammen bis zu 400 Personen beschäftigten.
Die Wiesen und Hutweiden galten als ergiebig und wurden mit Braunkohlenasche gedüngt.
In der Viehwirtschaft stand um 1845 im Kreis Leitmeritz die Rinderhaltung mit 48.938 (1840: 53.912) Kühen, 14.302 (1840: 14.801) Ochsen in der Spitzenstellung. Erst an zweite Stelle blieb die Schafzucht mit 62.496 (1840: 83.281) Tieren. Ferner hielt man hier 12.000 (1840: 20.970) Schweine, 17.000 Ziegen und 80.000 Gänse. Im Kreis existierten zu diesem Zeitpunkt 8.439 (1840: 9.021) Pferde. Von den Wildtieren waren um 1840 Auerhuhn, Birkhuhn, Fasan, Hasen, Rebhuhn gängige Jagdziele.
Im Kreis bestanden 13 industrielle Fabriken und 269 Gewerbebetriebe, die tierische Häute und Felle be- und verarbeiteten.
Bei der Nutzung des natürlichen Fischbestandes in den Flussläufen fing man Aale, Karpfen und Barsche, selten Lachse, Welse und Störe, in den Gebirgsbächen hauptsächlich Forellen. Die Fischzucht in Teichen konzentrierte sich auf Forellen, Hechte, Karpfen und Schleien. Der jährliche Fischertrag um 1845 blieb bei 750 Zentnern.

## Montanwirtschaft und andere mineralische Rohstoffe
Genutzte Mineralquellen befanden sich um 1845 bei Bilin (Bad Sauerbrunn) und in Teplitz.

## Lage
Angrenzende Kreise und Gebiete um 1845 waren:
- im Norden: Königreich Sachsen
- im Westen: Saazer Kreis
- im Süden: Rakonitzer Kreis
- im Osten: Bunzlauer Kreis

## Karten

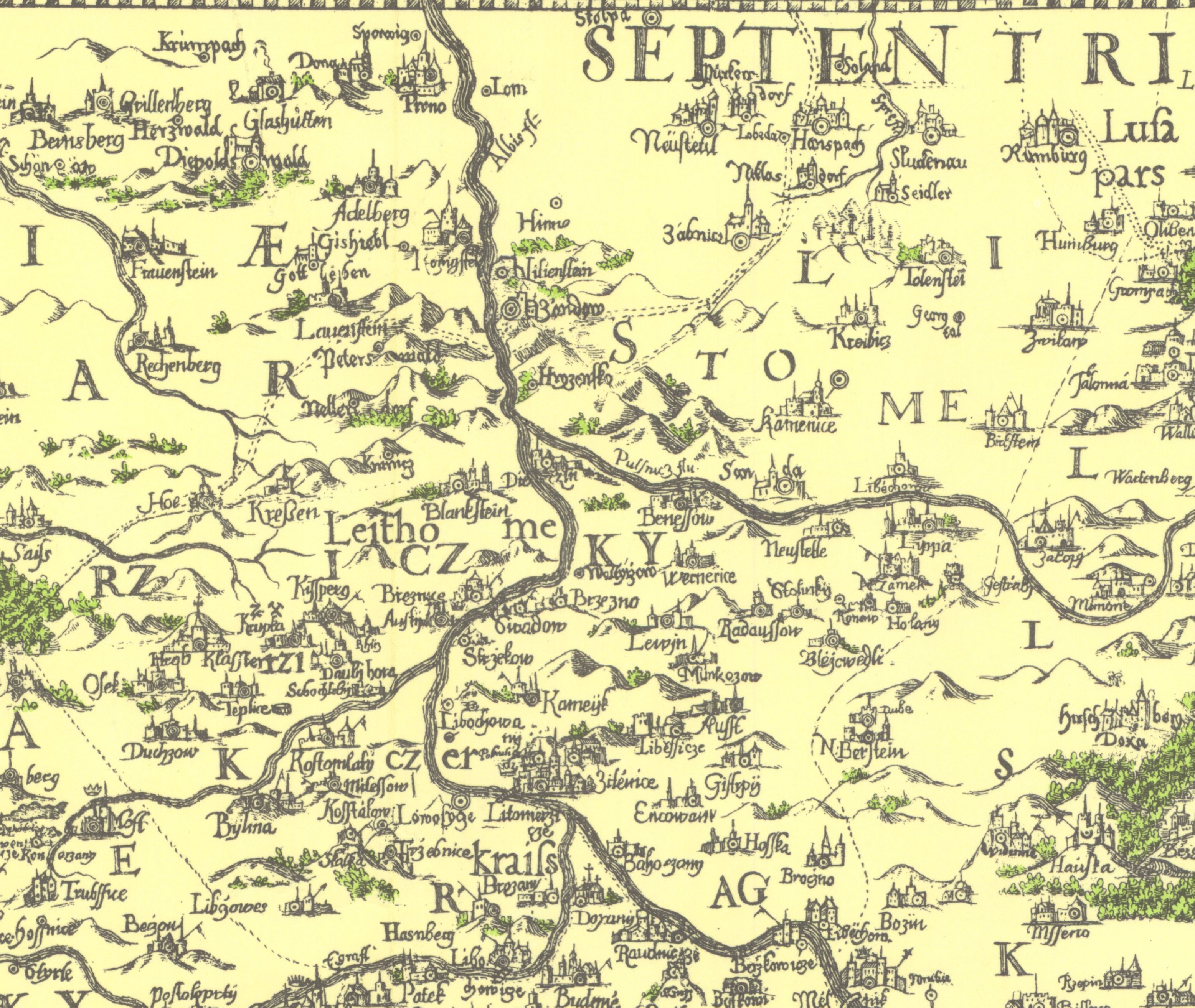
Die älteste Darstellung des Leitmeritzer Kreises auf der Karte von Aretin im Jahre 1619
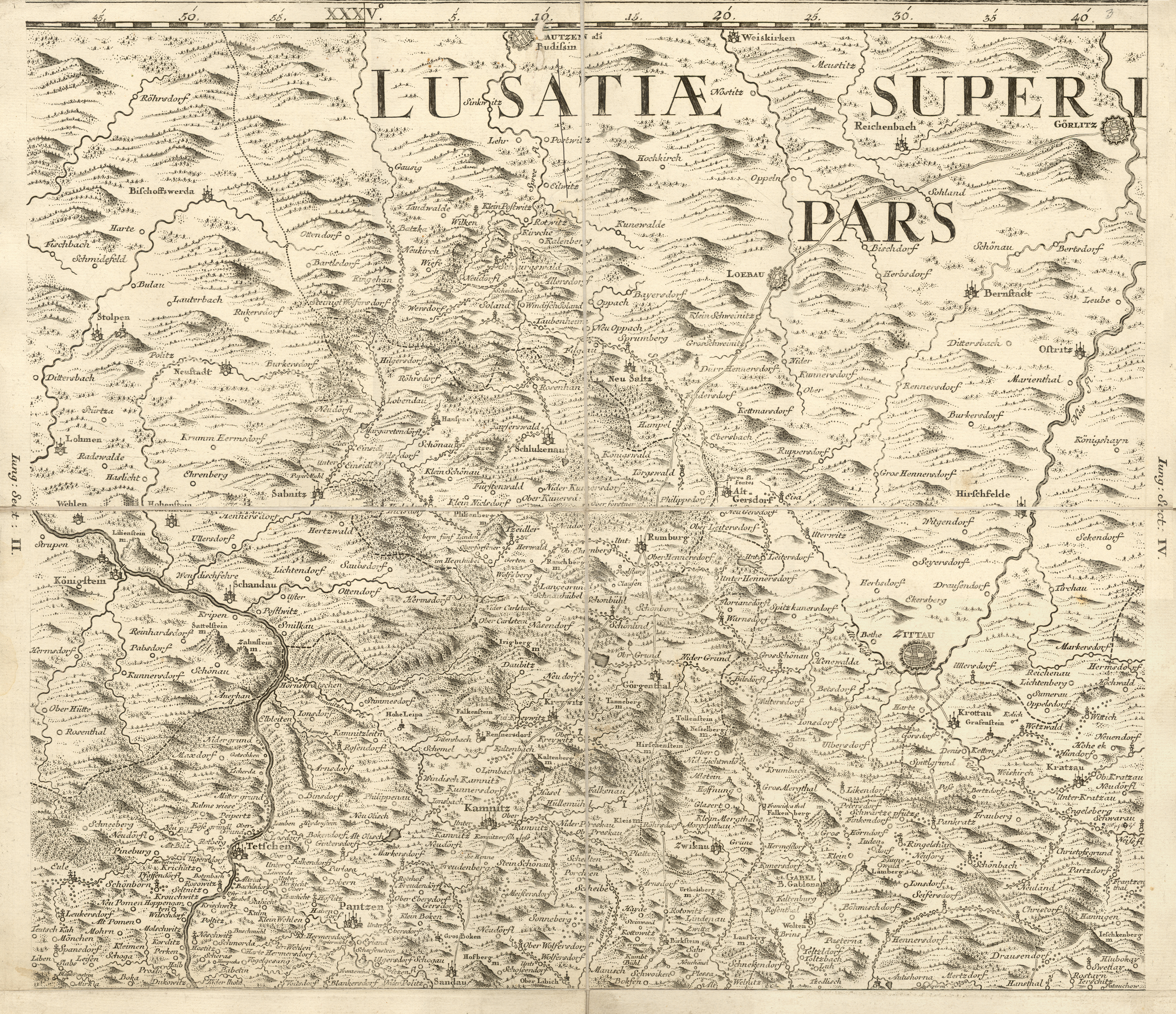
Nordöstlicher Teil auf der Karte von Müller 1720
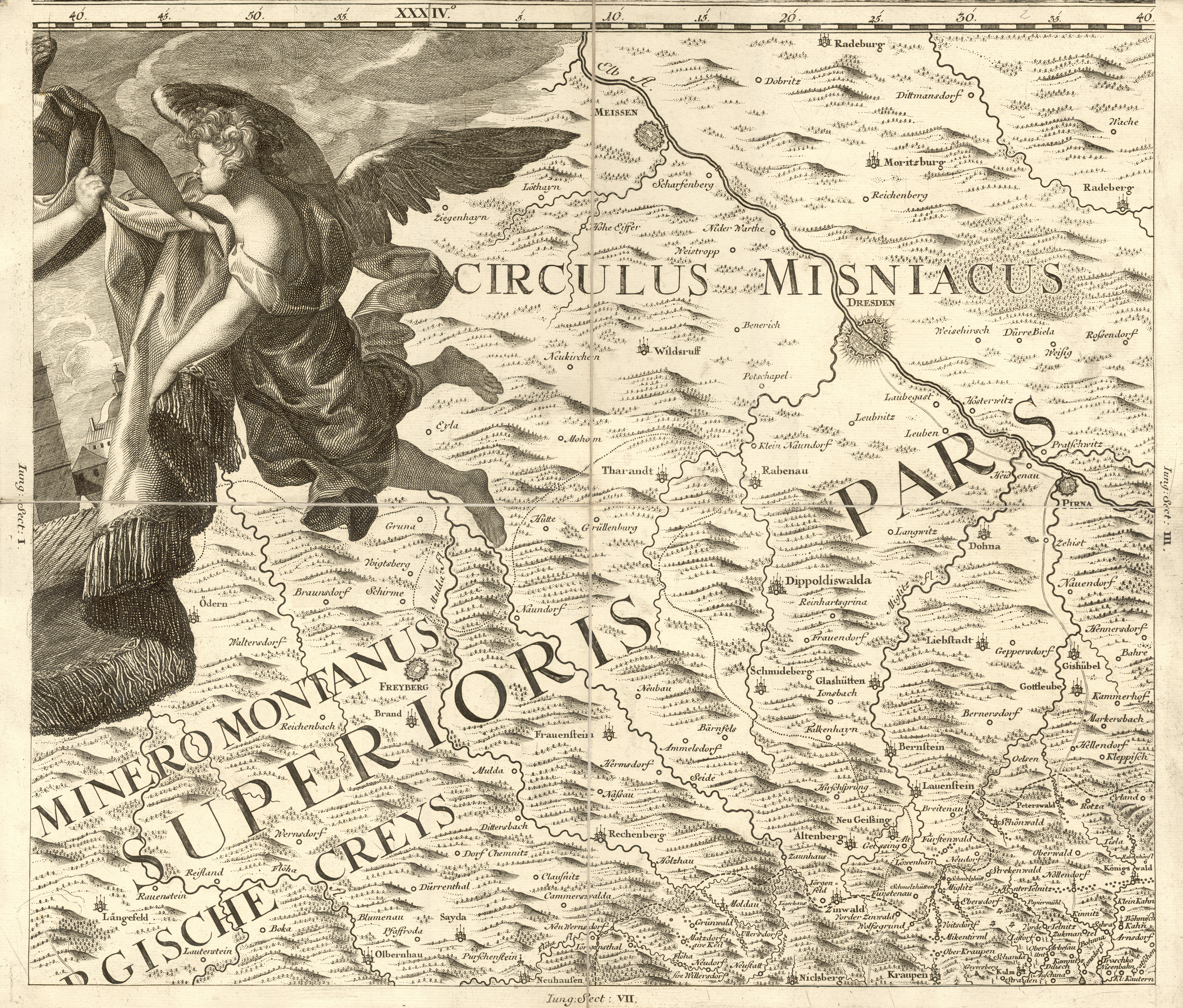
Nördlicher Teil 1720
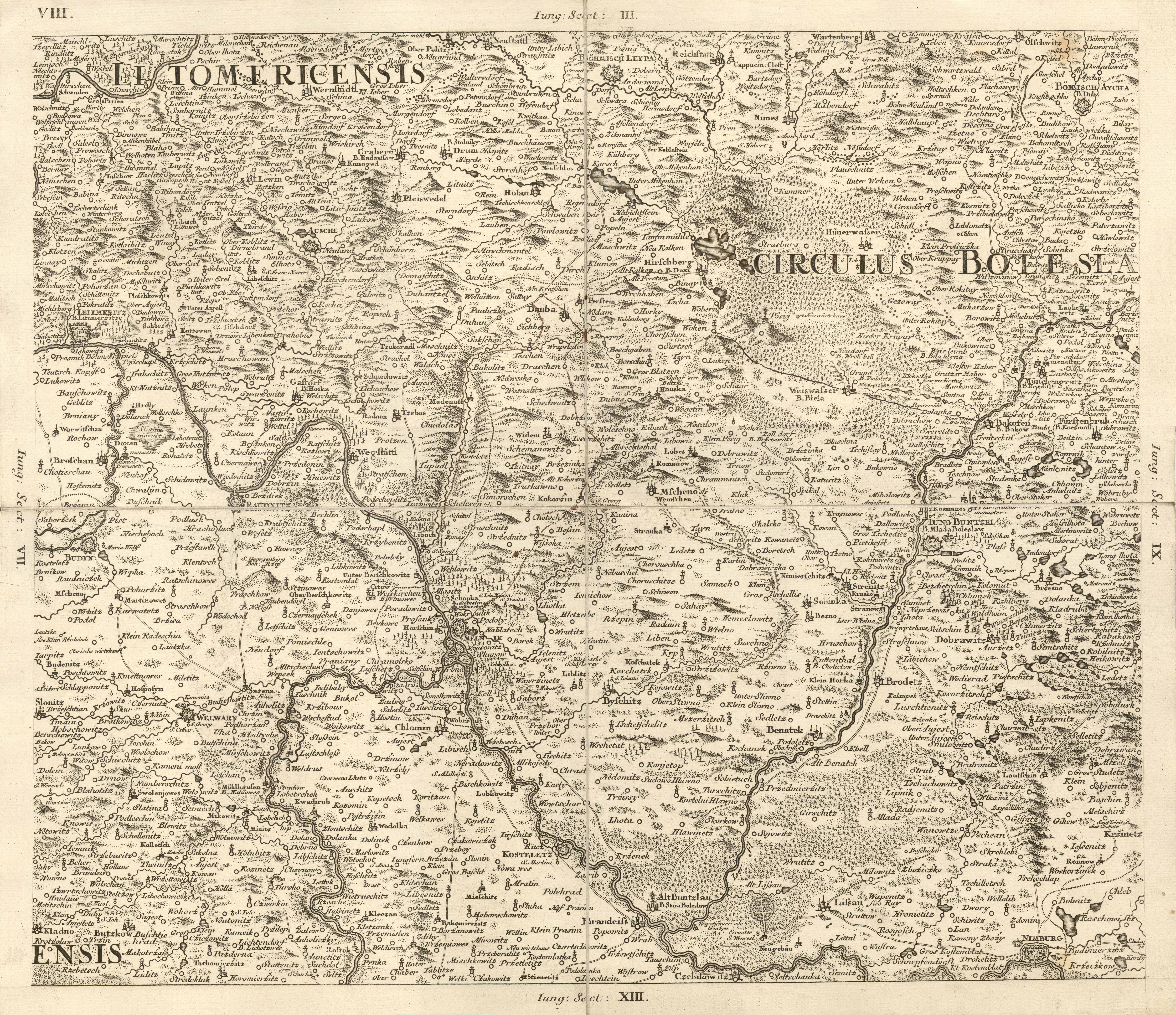
Südöstlicher Teil 1720
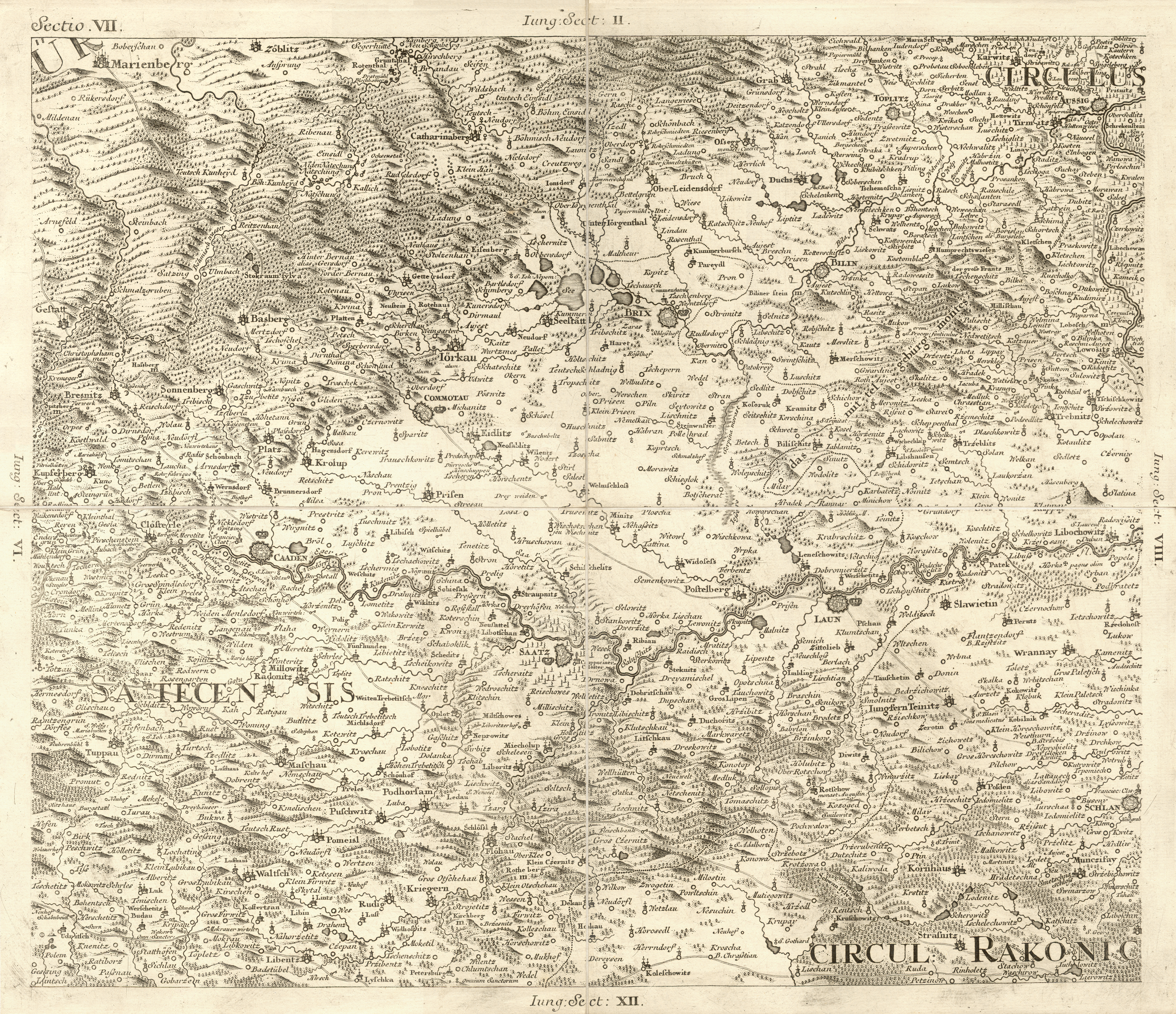
Südwestlicher Teil 1720
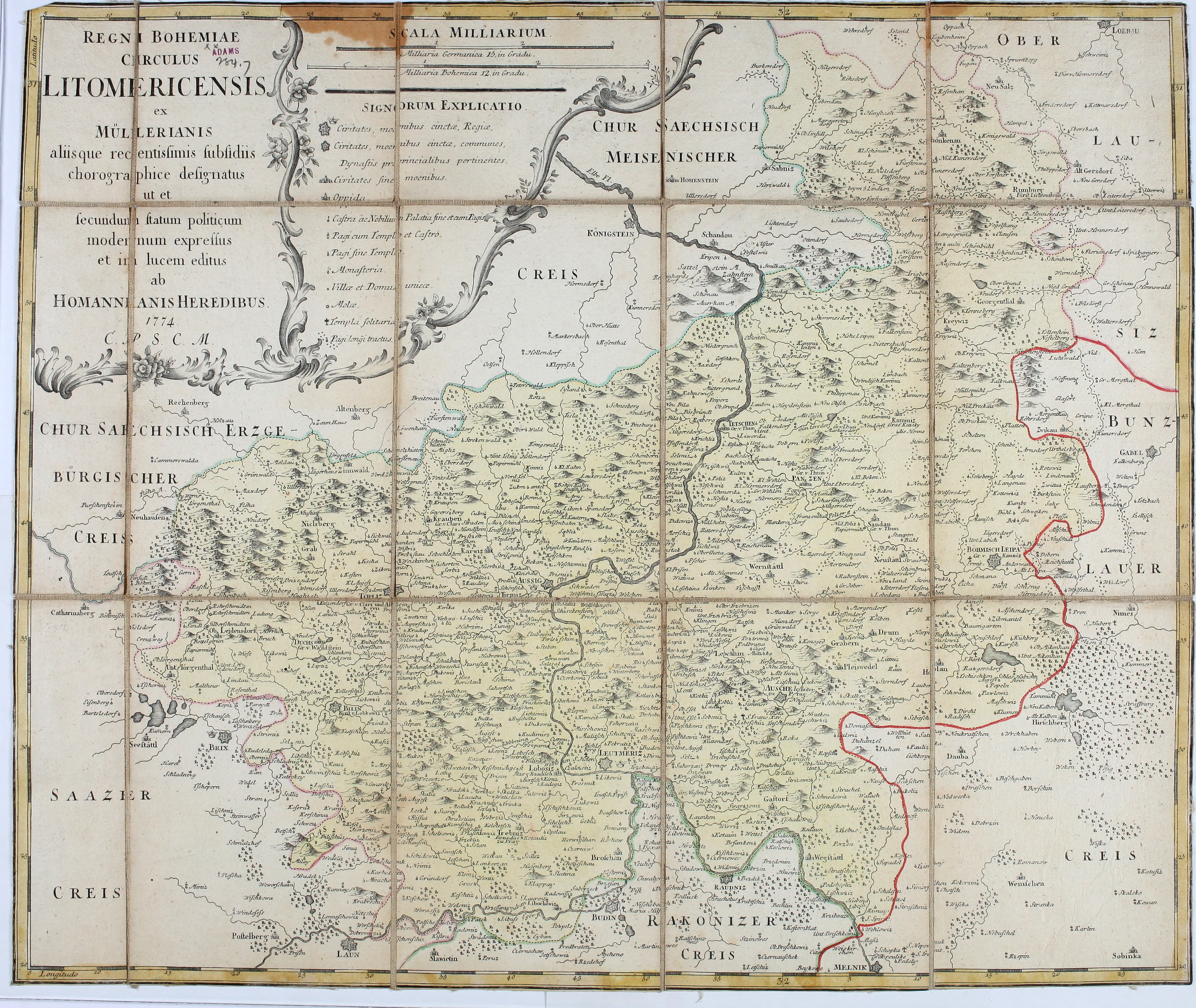
Karte von 1769

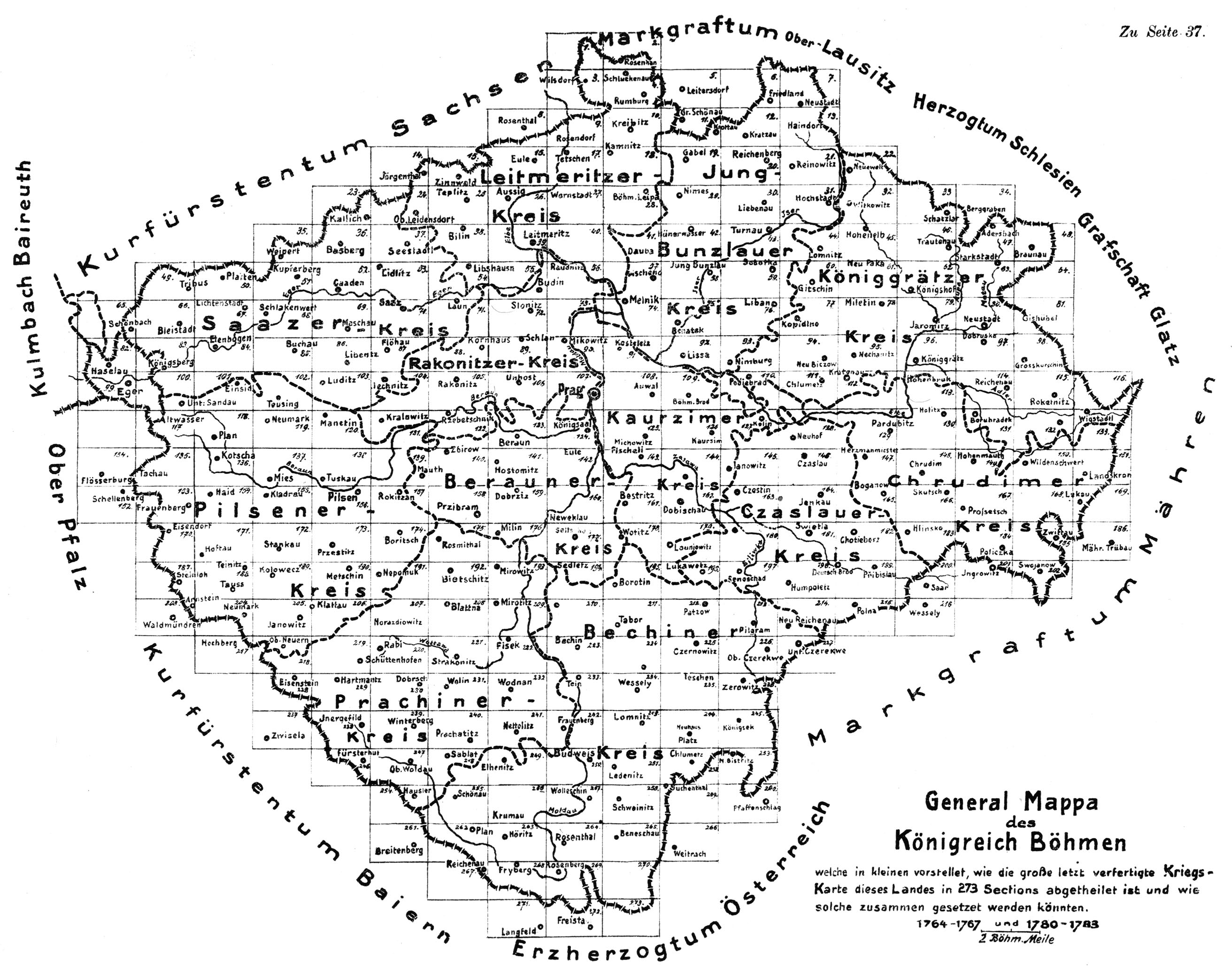
Böhmische Kreise vor 1783
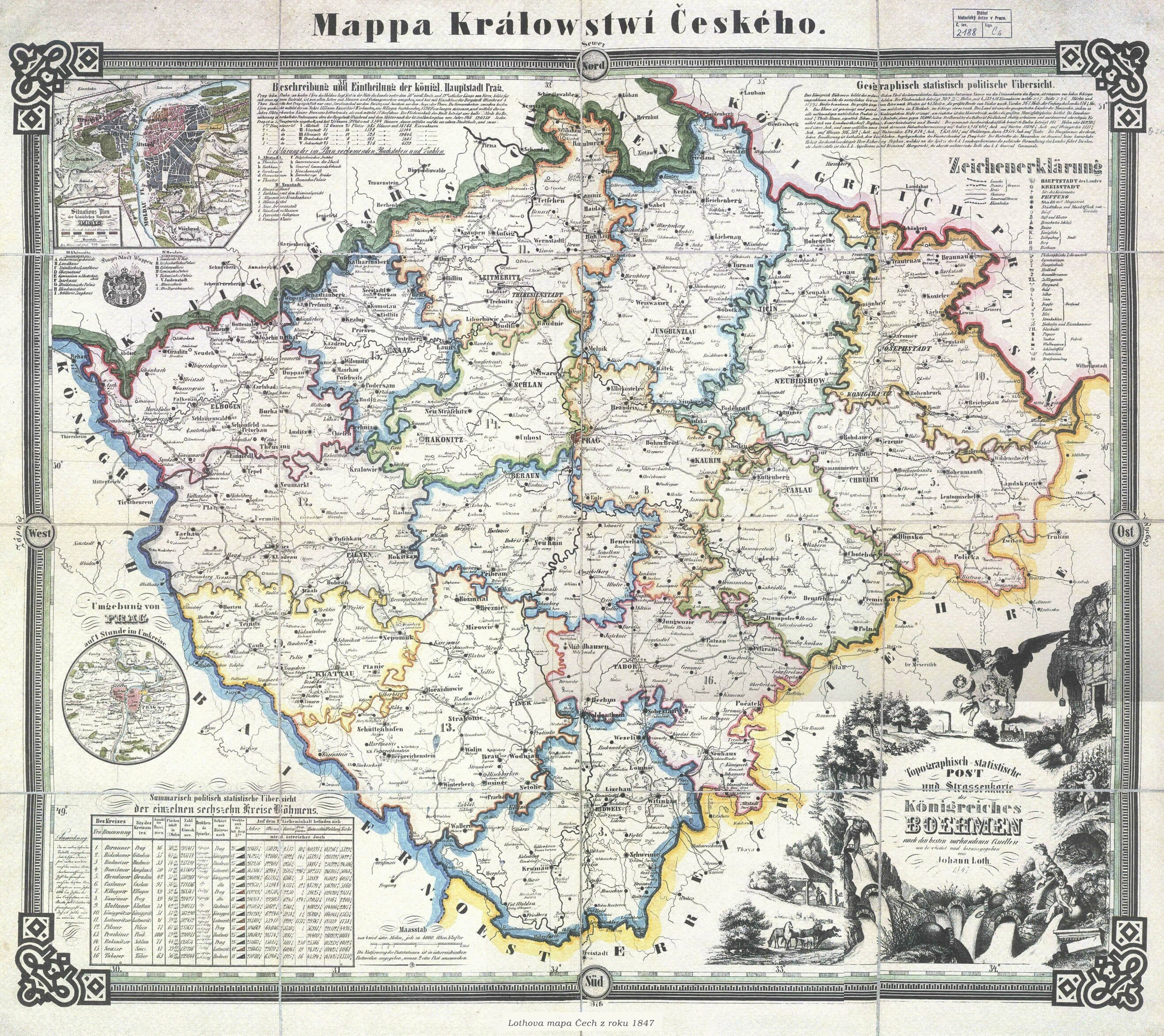
Böhmische Kreise 1847